# Alice Oseman
Alice May Oseman (Chatham, Kent; 16 de octubre de 1994) es una escritora, guionista e ilustradora británica de literatura juvenil. Es principalmente conocida por su novela gráfica Heartstopper. Ha sido elogiada por la crítica especializada y ha recibido diversos premios como los Inky Awards y United By Pop Awards.
Sus novelas se centran en la vida adolescente contemporánea en el Reino Unido. Consiguió su primer contrato editorial a los diecisiete años y publicó su primera novela, Solitario, en 2014. Otros de sus obras son Radio Silencio, Nací para esto y Sin amor.

## Primeros años y educación
Oseman nació en Chatham, Kent, y creció en un pueblo cerca de Rochester con su hermano menor, William, donde asistió a la Rochester Grammar School. Oseman se graduó en Literatura Inglesa en la Universidad de Durham en 2016.

## Carrera
La primera novela de Oseman, Solitario, fue publicada por HarperCollins en 2014 tras una guerra de ofertas. Sigue la historia de Tori Spring, una adolescente pesimista que conoce a Michael, su polo opuesto, un optimista increíble. Ambos intentan descubrir quién está detrás de las bromas en su instituto, que se vuelven más serias a medida que avanza la novela. Otros personajes incluyen a su hermano Charlie, que tiene anorexia, un trastorno alimentario grave, cosa que se explora en más profundidad en el volumen 4 de Heartstopper de la misma autora. La novela explora temas como la amistad, los problemas de salud mental, los trastornos alimenticios y las relaciones LGBT.
Oseman publicó dos novelas electrónicas basadas en los personajes de Solitario, tituladas Nick y Charlie (julio de 2015) y Este invierno (noviembre de 2015). Ambas publicadas por Harper Collins Children's Books.
En 2016 Oseman publicó su segunda novela, Radio Silencio. La novela sigue a Frances Janvier, una triunfadora cuya vida gira en torno a su admisión a Cambridge, cuando conoce al tímido creador de su podcast favorito, Aled Last. Temas como las presiones académicas y las relaciones e identidades LGTB son fundamentales en la novela. Oseman ha hablado abiertamente en entrevistas acerca de cómo la experiencia de Frances en Radio Silencio fue similar a la presión que le imponía su propio colegio y de su posterior desilusión con las instituciones educativas tras estudiar en la Universidad de Durham. Esta novela ha sido elogiada por representar personajes de diversas etnias, géneros y sexualidades. Oseman a menudo ha hablado sobre la importancia de escribir de manera diversa en su blog y ha comentado sobre la falta de diversidad en Solitario en entrevistas. La novela ganó el premio Silver Inky de 2017 a la mejor literatura juvenil.
El tercer libro de Oseman, titulado Nací para esto se publicó en mayo de 2018. Sigue la historia de Fereshteh "Angel" Rahimi y Jimmy Kaga-Ricci. La novela trata de una banda llamada The Ark y su fandom, con un enfoque particular en el fandom entre los adolescentes. Un crítico dijo que uno de los mensajes del libro era que puedes ser parte de un fandom, pero debes asegurarte de no perderte en él, y ser un fan extremo puede hacer que los que están en el centro de atención sientan que no pueden ser ellos mismos.
Oseman también es autora y artista de las colección de novelas gráficas, Heartstopper, que sigue la relación romántica entre Charlie Spring (hermano de Tori Spring) y Nick Nelson, ambos personajes aparecen en Solitario.  Los primeros cuatro volúmenes del cómic los ha adquirido Hachette Children's Group. El primer volumen se publicó en octubre de 2018, el segundo en julio de 2019, el tercero en febrero de 2020, el cuarto en mayo de 2021y el quinto en diciembre de 2023.
Las novelas de Oseman han sido elogiadas por ser historias con las que identificarse y realistas en cuanto al retrato de la vida adolescente contemporánea. Su primer libro, Solitario, fue particularmente elogiado por su corta edad en el momento del acuerdo de publicación, que ayudó a que participara en entrevista de BBC Breakfast el 22 de julio de 2014.
En 2018, para celebrar el lanzamiento de una tercera novela juvenil, Nací para esto, todos los libros publicados de Oseman recibieron portadas nuevas a juego. Las portadas rediseñadas se publicaron en mayo, junto al nuevo libro.
En julio de 2020, Oseman publicó Sin amor, una novela juvenil basada en sus propias experiencias en la universidad, en la que Georgia empieza la universidad convencida de que encontrará el amor pero ella aún no sabe que ahí empieza su camino de autoconocimiento.

### Adaptaciones
See-Saw Films adquirió los derechos televisivos de Heartstopper en 2019. El 20 de enero de 2021, se reveló que Netflix había pedido una adaptación televisiva de acción real del cómic web como serie, en la que Oseman escribiría el guion y Euros Lyn la dirigiría. El productor ejecutivo es Patrick Walters de See-Saw Films y Kit Connor y Joe Locke interpretan a Nick y Charlie respectivamente. Se estrenó el 22 de abril de 2022.La primera temporada salió el 23 de abril del 2022, la segunda el 3 de agosto de 2023 y la tercera saldrá el 3 de octubre de 2024.

## Reconocimientos
En el año 2023 fue elegida como una de las 100 mujeres más influyentes del mundo por la BBC, las 100 Women (BBC).

## Vida personal
Mientras promocionaba Sin amor, Oseman se sinceró sobre ser una persona asexual y arromántica. Oseman usa los pronombres ella y elle.

### Solitario
- Solitario (HarperCollins, 2014)

#### Novelas cortas
- Nick y Charlie (libro electrónico de HarperCollins, 2015)
- Este invierno (libro electrónico, de HarperCollins, 2015)
- The Heartstopper Yearbook ( 2022)

#### Heartstopper
- Heartstopper (2017)
  - Heartstopper: Volumen 1 (Hodder, 2018)
  - Heartstopper: Volumen 2 (Hodder, 2019)
  - Heartstopper: Volumen 3 (Hodder, 2020)
  - Heartstopper: Volumen 4 (Hodder, 2021)
  - Heartstopper: Volumen 5 (Hodder, 2023)
  - Heartstopper: Volumen 6 (Hodder, TBA)

### Novelas independientes
- Radio Silencio (HarperCollins, 2016)
- Nací para esto (HarperCollins, 2018)
- Sin amor (HarperCollins, 2020)

## Premios
| Año  | Premio                  | Categoría                           | Candidato               | Resultado |
| ---- | ----------------------- | ----------------------------------- | ----------------------- | --------- |
| 2017 | Inky Awards             | Silver Inky (Ficción Internacional) | Radio Silencio          | ganadora  |
| 2018 | Premios Unidos por Pop  | Libro juvenil del año               | Nací para esto          | ganadora  |
| 2020 | Goodreads Choice Awards | Mejores novelas gráficas y cómics   | Heartstopper: Volumen 3 | ganadora  |
| 2021 | Los premios del librero | Libro juvenil del año               | Sin Amor                | ganadora  |